# Hermann Kleinknecht (Künstler)
Hermann Kleinknecht (* 28. Mai 1943 in Bad Berneck, Oberfranken; † 18. Oktober 2024) war ein deutscher Zeichner, Bildhauer, Installationskünstler, Maler, Fotograf und Filmemacher. Er lebte in Berlin.

## Leben

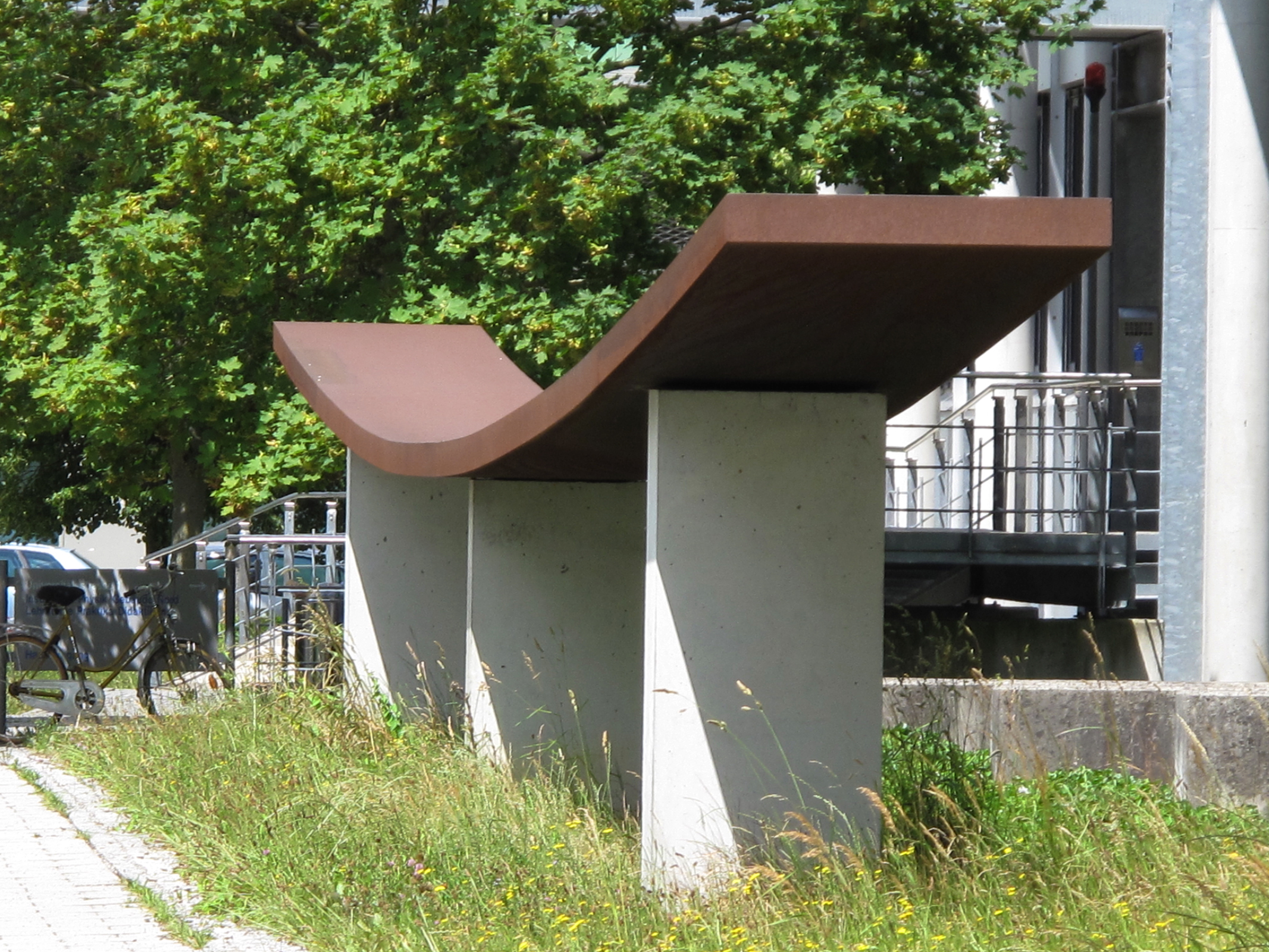
Hermann Kleinknecht: Stahlband, 1998, Campus der Universität Augsburg

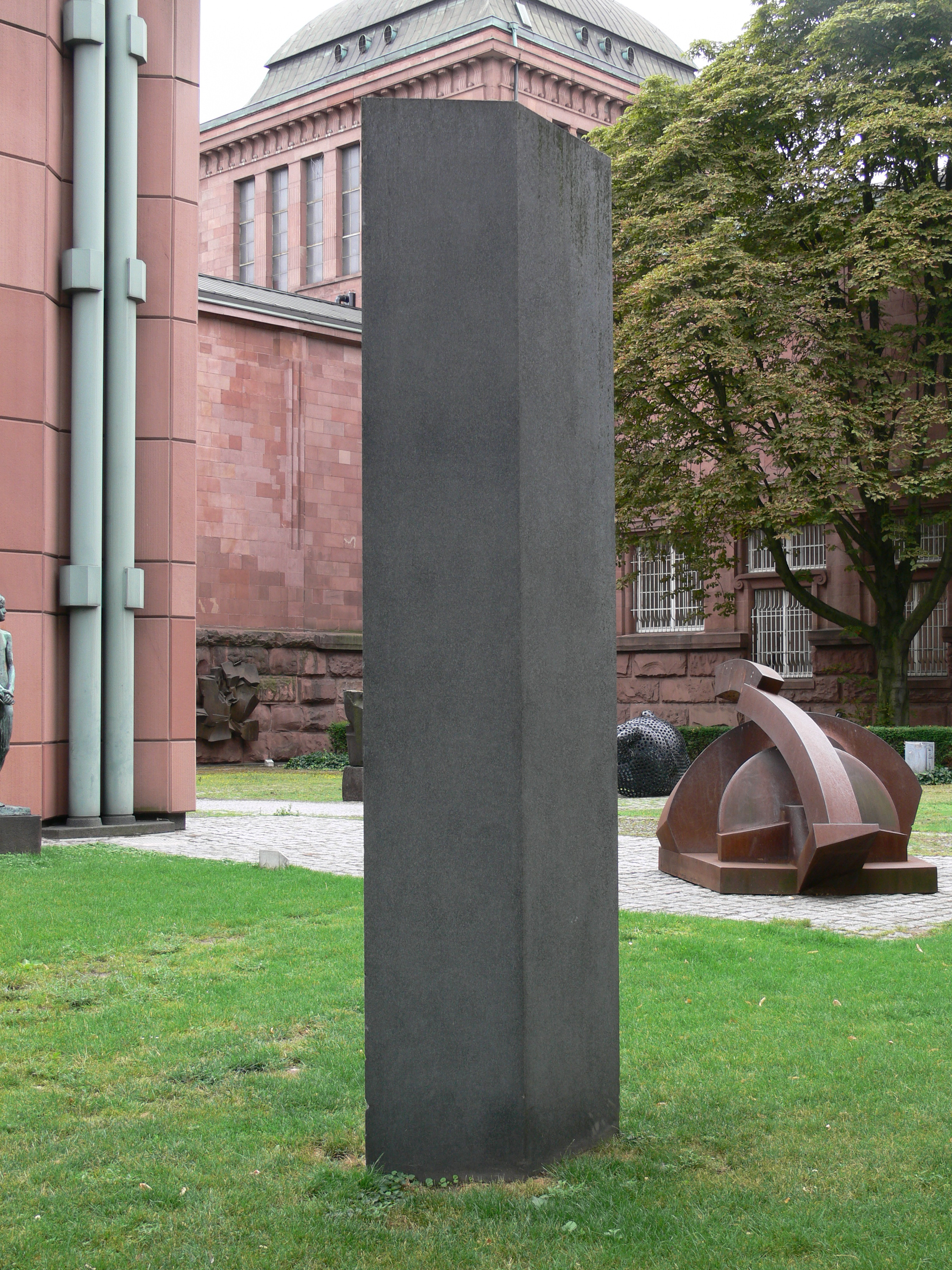
Hermann Kleinknecht: Ohne Titel, 1990, Impala-Granit, Skulpturengarten der Kunsthalle Mannheim

Nach einer Glasmalerlehre 1960–63 und Abitur in München studierte Kleinknecht ab 1968 an der Akademie der bildenden Künste München bei Karl Fred Dahmen und Robert Jacobsen. 1973/74 erhielt er ein Stipendium des Deutschen Akademischen Austauschdienstes (DAAD) für die Ateliers ’63 in Haarlem. 1974 arbeitete er als wissenschaftlicher Zeichner am Institut für Paläontologie der Ludwig-Maximilians-Universität München. Seither war Kleinknecht freischaffender Künstler. 1986 beteiligte er sich am Internationalen Bildhauersymposium Sistiana, Aurisina. 1994–2001 lebte und arbeitete er in L’Île-Bouchard, Loire, 2001–2004 in Le Faou, Bretagne, und München. Seit 2004 lebte er in Berlin und hatte seit 2010 ein Atelier im Oderbruch.
Hermann Kleinknecht war Mitglied im Deutschen Künstlerbund.

## Werk
„Ich suche nicht, ich finde.“ Das Bonmot Picassos passt nicht ganz auf Hermann Kleinknecht, der einem Flaneur gleich durch Keller, Dachböden oder die Stadt streifte, bis ihm etwas in die Hände fiel, ins Auge sprang. Mit einem Mal gab es ein Ding, das sich mit dem Finder verbinden wollte. So blieb von Kleinknechts frühem Rom-Stipendium in der Villa Massimo nur eine Photoserie kleiner Fundstücke, die ihm beim Durchwandern der Straßen ins Auge fielen: in den Asphalt gepresster Zivilisationsmüll, der im Ausschnitt der Linse und im Ablichten der Kamera zu Pretiosen wird, rätselhafte Reste einer Kultur, die an das gleichermaßen Grauenhaft-Faszinierende wie an die eindringliche Erzählung der erstarrten Körper aus Herkulaneum erinnert. Seither fand Kleinknecht Skulpturen, Fotos, Familiennachlässe oder auch nur spannend gealtertes Papier.
Bekannt wurde er mit großen Skulpturen im öffentlichen Raum, schwer durchschaubare geometrische Körper oder rätselhafte Setzungen in einer vorstrukturierten Umgebung. In seinen Ausstellungen entwickelte Kleinknecht aus seinen Skulpturen und Fundstücken Installationen. Daneben entstanden immer wieder Serien eigenständiger Zeichnungen.
Nach frühen Performances entstanden auch Filme. In den 1990er-Jahren begann Kleinknecht – anfänglich gemeinsam mit Kurt Benning – Videoporträts von unterschiedlichsten Personen aufzuzeichnen, in denen die Dargestellten über ihr Leben oder sie berührende Dinge erzählen.

## Auszeichnungen
- 1975: Förderpreis für Bildende Kunst der Landeshauptstadt München
- 1976: Gastaufenthalt an der Villa Massimo in Rom
- 1981: Staatlicher Förderpreis im Bereich Bildenden Kunst, München
- 1993/94: Cité Internationale des Arts Paris

## Werke in öffentlichen Sammlungen und im öffentlichen Raum
- Seoul, The International Museum of Contemporary Art. Korea
- Skulpturengarten der Kunsthalle Mannheim
- Städtische Galerie im Lenbachhaus, München
- Staatliche Graphische Sammlung, München
- Mahnmal zum Gedenken an das Antonienheim, München (2002)
- Universität Regensburg
- Universität Erlangen
- Universität Augsburg, Kunst am Campus
- Universität Passau
- Technische Universität München, Weihenstephan
- Technische Universität München, Forschungsneutronenquelle Garching